# Majjigudda, Navalgund
Majjigudda là một làng thuộc tehsil Navalgund, huyện Dharwad, bang Karnataka, Ấn Độ.